# Skrajna Salatyńska Przełęcz
Skrajna Salatyńska Przełęcz (słow. Salatínske sedlo, sedlo Parichvost) – położona na wysokości 1870 m n.p.m. przełęcz w słowackich Tatrach Zachodnich w grupie tzw. Salatynów. Znajduje się w grani głównej Tatr Zachodnich pomiędzy Brestową (1934 m) a Salatyńskim Wierchem (2048 m). Grań główna ma tu przebieg południkowy. Rejon przełęczy jest dość płaski, przecięty rowem tektonicznym i porośnięty trawą. Wschodnie zbocza pod przełęczą są kamieniste i opadają stromo do Doliny Salatyńskiej. Od strony Salatyna zbocze jest strome, piarżysto-trawiaste, zniszczone przez erozję spowodowaną wydeptaniem murawy przez turystów. W kierunku zachodnim poniżej przełęczy znajduje się zarastająca kosówką kotlina, tzw. Zadnie Kotliny (najwyższe piętro Doliny Bobrowieckiej Liptowskiej). Od jej południowej strony wznosi się kamienisty i silnie zerodowany północny stok Czerwonego Wierchu – bocznej grani Salatyńskiego Wierchu.
W przeszłości rejon przełęczy jak i całe Salatyny był wypasany, obecnie zbocza stopniowo zarastają kosodrzewiną.

## Szlaki turystyczne
– czerwony, biegnący główną granią.
- Czas przejścia od Banikowskiej Przełęczy na Skrajną Salatyńską Przełęcz: 2:35 h, z powrotem 2:45 h
- Czas przejścia ze Skrajnej Salatyńskiej Przełęczy na Brestową: 10 min, ↓ 5 min

   – niebieski, potem czerwony od schroniska na Zwierówce na Salatyński Wierch. Czas przejścia: 3:05 h, ↓ 2:15 h